# Electric Pink
Electric Pink è il quarto EP della band statunitense The Promise Ring, pubblicato con etichetta Jade Tree Records il 16 maggio 2000 e ripubblicato dalla Heart Core Records il 19 giugno. Si tratta dell'ultimo lavoro pubblicato con la Jade Tree. La copertina dell'album è interamente rosa, con un piccolo ippopotamo bianco sull'angolo in basso a sinistra. Strictly Television è una canzone registrata nelle sessioni per Very Emergency, mentre American Girl è la versione acustica della canzone che appariva sull'EP Boys + Girls del 1998. L'EP ha ricevuto critiche positive da AllMusic, che gli assegna una valutazione di 3,5/5 e afferma che il rischioso passaggio dalle sonorità emo dei primi lavori a quelle pop è perfettamente riuscita e che la band è al culmine della sua carriera.

## Tracce
1. Electric Pink – 3:42
2. Strictly Television – 3:13
3. American Girl (V.01) – 2:31
4. Make Me a Mixtape – 3:08

## Formazione

### Band
- Davey von Bohlen - voce e chitarra
- Jason Gnewikow - chitarra, design
- Scott Schoenbeck - basso
- Dan Didier - batteria

### Personale aggiuntivo
- J. Robbins - produttore, ingegnere e mixaggio
- Mike Zirkel - produttore, ingegnere e mixaggio
- Alan Douches - mastering